# San Ignacio (Sonora)
San Ignacio es una localidad situada en el Municipio de Magdalena de Kino, Sonora. Es la 2.ª localidad en importancia en el municipio. Es sede de la Misión de San Ignacio de Cabórica, fundada por Eusebio Francisco Kino en 1687, obra que continuó Agustín de Campos. La localidad está al borde del Río Magdalena, por lo que es un fértil valle, que ahora es irrigado por aguas de la presa el Comaquito.

## Datos
Geografía. Cuenta con una altitud de 783 metros sobre el nivel medio del mar. Está situado a 8.7 kilómetros al norte de Magdalena, en los límites con el municipio de Ímuris. Código postal es 84170.
Demografía. De 2010 a 2020, la población disminuyó. De 1140, bajó a 874 habitantes. 454 mujeres y 420 varones. En 2005 había 720 habitantes. El 92% de los habitantes son católicos y el 82% de las viviendas dispone de lavadora, el 97% tiene agua entubada y drenaje, 96% con drenaje sanitario, el 93% cuenta con teléfono celular, 74% posee un vehículo, el 53% de la población está ocupada laboralmente. El 38% cuenta con internet y el 32% con computadora. El 6.3% es fuera del estado de Sonora.
Economía. La principal actividad económica es la agricultura de frutales como son pérsimo, membrillo, durazno, albaricoques. También cosechan ajo y cebolla. Hay una poca de nuez. Es posible encontrar viveros techados ya que el frío de invierno e congelante.   
Educación. Hay tres escuelas: un preescolar, una primaria y una telesecundaria. El 1.2% es analfabeta. El promedio d educación es con secundaria terminada o sea 9.0 años promedio de estudios, donde las mujeres tienen 9.3 y los hombres 8.7 años. 2.3 hijos por mujer es el Índice de fecundidad.
Cultura y tradición. Las fiestas patronales son el 31 de julio día de San Ignacio. el 92% son católicos. Es parte de la Ruta de las Misiones de Kino. En tiempos de Kino, era una comunidad importante. 